# Loma del Izote
Loma del Izote är en ort i Mexiko.   Den ligger i kommunen Tierra Blanca och delstaten Veracruz, i den sydöstra delen av landet, 280 km öster om huvudstaden Mexico City. Loma del Izote ligger 186 meter över havet och antalet invånare är 505.
Terrängen runt Loma del Izote är platt åt nordost, men åt sydväst är den kuperad. Runt Loma del Izote är det ganska tätbefolkat, med 75 invånare per kvadratkilometer. Närmaste större samhälle är Cosolapa, 8,6 km väster om Loma del Izote. Omgivningarna runt Loma del Izote är en mosaik av jordbruksmark och naturlig växtlighet.